# クレート
クレート（イタリア語: Cleto）は、イタリア共和国カラブリア州コゼンツァ県にある、人口約1,300人の基礎自治体（コムーネ）。

## 地理

### 位置・広がり

#### 隣接コムーネ
隣接するコムーネは以下の通り。括弧内のCZはカタンザーロ県所属を示す。
- アイエッロ・カーラブロ
- アマンテーア
- マルティラーノ・ロンバルド (CZ)
- ノチェーラ・テリネーゼ (CZ)
- サン・マンゴ・ダクイーノ (CZ)
- セッラ・ダイエッロ

## 行政

### 分離集落
クレートには、以下の分離集落（フラツィオーネ）がある。
- Contrada Gioiosa, Contrada Passamorrone, Contrada Pianta, Contrada Vespano, Marina di Savuto, Savuto